# Кринка Виторовић
Кринка Виторовић (Београд, 1919. — Београд, 2012) била је српска новинарка, преводилац, као и уредница чланака и стрипова у Политикином Забавнику и другим издањима „Политикине“ куће.
У првом наврату, Виторовићева је у Политикином Забавнику радила од самог оснивања листа 1939. године, до 4. априла 1941, када је због избијања Другог светског рата изашао 220. и последњи број овог листа у Краљевини Југославији.
Од 5. јануара 1952. године, Виторовићева је радила и у послератном обновљеном Забавнику. Њено редакцијско задужење је било и уређивање стрипа. Касније је изјавила да се у 1950-им на стрип гледало...
„...као на мање вредне, непотребне, а по неким мишљењима чак и опасне појаве“... „Те приче у сликама биле су као окужне и за њих су дуго постојала разна, врло густа и моћна сита...“— Кринка Виторовић
У време главног уредника Николе Лекића, Виторовићева је имала једну од важних улога 1969. године у преласку листа на модерни магазински формат, који је до данас задржан. У овом листу је радила пензионисања.
Кринка Виторовић је преводила са енглеског, немачког, француског и руског језика. Дала је српска имена готово целој породици Дизнијевих јунака као и Попајевом сестрићу Кићи и другим јунацима преводног стрипа. Такође је дала предлог за име јунака Дикан у стрипу Николе Лекића и Лазе Средановића (првобитна верзија је била „Бикан“).
Сахрањена је у петак, 6. јула 2012. на Новом гробљу у Београду.

## О значају за српско новинарство и поп-културу
По речима рок критичара и новинара Петра Пеце Поповића, Кринка Виторовић је била
Жива Википедија не Забавника него целе 'Политике', госпођа која је говорила четири светска и све југословенске језике (...) Кринка Виторовић целим животом и професионалном каријером била је једна од најпоучнијих бајки нашег новинарства. Космополита и духовни горостас, што овде и није врлина, радила је неуморно и урадила више него било који новинар или сарадник у Забавнику од оснивања тог недељника 1939. године. Захваљујући познавању језика и знању - које се може поредити са Винаверовим — ваљала је својој редакцији, али и свим редакцијама Политике...“.
Вера Смиљанић, новинарка и уредница, овако описује најзаслужније за преображај Политикиног Забавника из новинског у магазински облик 1969. године:
Да је неко тада којим случајем увео орден св. Петка за очување већ тада угрожене институције породице на Балкану, сигурно би онај највиши, I реда, припао Немирном Ниџи, Креативној Кринки (1919-2012, чаробница–преводилица стрипа и кума не само Микију, Паји  сестрићима, Шиљи, Луњи, Мази, већ и нашем Дикану) и Прекрасним Петканићима (фирма Петканић и син), творцима непоновљивих слова којима су, само дигитализованим, испуњени сви балони свих табли „Дикана“ у овој књизи. Устаните док читате ова имена, ви који нисте морали да измишљате занимацију за своју дечицу кад им је било д–о–с–а–д–н–о! А и ја ћу...